# Geeta Dutt
Geeta Dutt cuyo nombre verdadero era Geeta Ghosh Roy Chowdhuri (23 de noviembre de 1930-20 de julio de 1972) fue una destacada cantante india, nació en Faridpur. Ella encontró una importancia particular durante su carrera como cantante de playback o reproducción dentro de la industria del cine hindi. Ella también interpretó muchas canciones en lengua bengalí.

## Biografía
Geeta Ghosh Roy Chowdhuri fue una de los 10 hijos nacidos en el seno de una familia rica de Zamindar Debendranath, sus padrer fueron Ghosh Roy Chowdhary y Devi Amiya, ambos naturales de  Faridpur en Bengala, antigua India británica, la actual Bangladés. Su familia se trasladó a Calcuta durante más de cuarenta años, dejando atrás sus tierras y propiedades. En 1942, sus padres se volvieron a cambiar de residencia para instalarse en Dadar, Mumbai. Geeta tenía sólo doce años en ese momento y continuó sus estudios en una Escuela Superior en Bengala. Geeta estaba cuando estaba a punto de entrar a la etapa de su adolescencia, cuanta que ella estaba un día cantando una canción en su departamento, pues el director musical, Hanuman Prasad K., la empezó a escuchar su voz. Él quedó muy impresionado, por lo tanto, convenció a sus padres para proponerles un trato para que ella pudiera cantar para una producción cinematográfica.

## Carrera
Hanuman Prasad K. tomó a Geeta bajo su patrocinio, preparándola a ella en el canto y más adelante empezó a cantar en películas hindúes. En 1946, obtuvo su primer cuando le llegó la oportunidad de interpretar un tema musical para una película mitológica titulada "Bhakta Prahlad" (1946). Le otorgaron sólo dos líneas para cantar en dicha película, en la que interpretó dos canciones. Eso fue cuando ella contaba unos dieciséis años de edad en ese momento. Pero esas dos líneas ha hipnotizado a todos los que trabajaron con ella en un estudio de grabación.

## Famosas canciones
- Mera sundar sapna beet gaya (Do bhai - 1947)[1]
- Woh sapne waali raat (Pyaar - 1950)
- Tadbir se bigdi hui taqdeer (Baazi - 1951)
- Aan milo aan milo (Devdas - 1955 ) with Manna Dey
- Aaj sajan mohe ang lagalo (Pyaasa - 1957)
- Hum aap ke aankhon main (Pyaasa - 1957)
- Hawa dhire aana (Sujata - 1959)
- Waqt ne kiya kya haseen sitam (Kaagaz Ke Phool - 1959)

Some of the memorable songs sung under O.P. Nayyar's direction:
- Zara saamne aa (Baaz - 1953)
- Babuji dhire chalna (Aar Paar - 1954)
- Thandi hawa kali ghata (Mr. & Mrs. '55 - 1955)
- jaane kahan mera jigar gaya ji (Mr. & Mrs. '55 - 1955)
- Jab badal lehraya (Chhoomantar - 1956)
- Mere zindagi ke humsafar (Shrimati 420 - 1956)
- Jaata kahan hai (C.I.D. - 1956)
- Aye dil hain mushkil (aka Bombay meri jaan)  (C.I.D. - 1956), with Mohammed Rafi
- Chor, lutere, daku(Ustad - 1957)
- Mera naam chin chin choo (Howrah Bridge - 1958)
- Kaisa jadoo balam tune dara (12 o'clock - 1958)

Some of the memorable songs sung under Hemant Kumar's direction
- Jai Jagadish Hare- composed by a Sanskrit poet Jayadeva  circa 1200 AD   (Anand Math-1951)[4]
- Na jaao saiyaan chhuda ke baiyaan (Sahib Bibi Aur Ghulam - 1962)
- Kaise roko ge aise toofan ko (Anandmath - 1952 ) with Talat Mehmood
- Madbhari hain pyar ki palken (Fashion - 1957)
- Na yeh chand ho ga (Shart - 1954)
- Piya aiso jiya mein samaye gayo (Sahib Bibi Aur Ghulam - 1962)
- Chale aao chale aao (Sahib Bibi Aur Ghulam - 1962)

Otros
- Mujhe jaan nah kaho meri jaan (Anubhav - 1971) Music: Kanu Roy

Some memorable Bengali songs:
- 'Shachimata go char juge hai' (1950)
- 'Ekhan-o dustar lajja' (1952)
- 'Ei Sundar Swarnali Sandhyay' (Hospital, 1960; Music: Amal Mukherjee)
- 'Katha achhe tumi aj asbe (Kanu Ghosh 1960)
- 'Ei Mayabi Tithi' (Shonar Horin, 1959; Music: Hemant Mukherjee)
- 'Tumi Je Amar'[6] (Harano Sur, 1958; Music: Hemant Kumar)
- 'Nishiraat Banka Chand Aakashe'  (Prithibi Aamare Chaay, 1957; Music: Nachiketa Ghosh)
- 'Jhanak Jhanak Kanak Kankan baaje'